# Аумайер, Ганс
Ганс Аумайер (нем. Hans Aumeier; 20 августа 1906, Амберг, Королевство Бавария, Германская империя — 24 января 1948 или 28 января 1948, Краков, Польша) — штурмбаннфюрер СС, военный преступник, шуцхафтлагерфюрер концлагеря Освенцим, комендант концлагеря Вайвара.

## Биография
Ганс Аумайер родился 20 августа 1906 года в семье рабочего Йозефа Аумайера. После шестилетнего обучения в школе работал плотником на оружейной фабрике. В августе 1929 года был зачислен в ряды СС (№ 2700) и некоторое время состоял в штабе рейхсфюрера СС Генриха Гиммлера в Мюнхене. 1 декабря 1929 года вступил в НСДАП (билет № 164755). В 1933 году поступил на службу в охранный батальон «Верхняя Бавария» в концлагере Дахау. С апреля 1936 года в составе 4-го полка СС «Восточная Фризия» служил в концлагере Эстервеген. В декабре 1936 года был переведён в охранную роту концлагеря Лихтенбург. Впоследствии служил в 3-м полку «Тюрингия» в концлагере Бухенвальд. В начале августа 1938 года был переведён в концлагерь Флоссенбюрг, где стал шуцхафтлагерфюрером.
С февраля 1942 года по 16 августа 1943 года был шуцхафтлагерфюрером концлагеря Освенцим. Аумайер наделил капо широкими полномочиями, что привело к усилению лагерного террора. Он ввёл показательные пытки в бункере блока 11 и расстреливал узников у чёрной стены. Аумайер был одним из ответственных за массовые расстрелы и отправки в газовые камеры заключенных. После неудачной попытки восстания штрафной роты в июне 1942 года вместе с Отто Моллем и Францем Хёсслером участвовал в убийстве выживших участников восстания. По распоряжению Рудольфа Хёсса за коррупцию и воровство в августе 1943 года был переведён в концлагерь Вайвара, которым Аумайер руководил до лета 1944 года. Под его руководством лагерная администрация проводила селекции. В ноябре 1944 года стал комендантом лагерного комплекса Кауферинг, филиала концлагеря Дахау. С января по май 1945 года был начальником полицейского лагеря Грини в Норвегии.
11 июня 1945 года был захвачен британской армией в Норвегии и помещён в лагерь для интернированных в Штаумюле. На допросах Аумайер сначала отрицал, что ему было известно о существовании газовых камер в Освенциме, но позже он изменил свои показания. После экстрадиции в Польшу на Первом Освенцимском процессе Верховным национальном трибуналом был приговорён к смертной казни через повешение. Приговор был приведён в исполнение 24 января 1948 года.